# Whalley Abbey
Whalley Abbey ist eine ehemalige Zisterzienserabtei in England. Die Reste des Klosters liegen am westlichen Rand von Whalley zwischen Blackburn und Clitheroe in der Grafschaft Lancashire im Ribbletal am River Calder.

## Geschichte
Das Kloster wurde 1172 von John FitzRichard, dem Constable von Chester und Lord of Halton, in Stanlow oder Stanlaw (53° 17’ N, 2° 52’ W), heute einem Teil von Ellesmere Port in der Grafschaft Cheshire, gestiftet. Es war ein Tochterkloster von Combermere Abbey aus der Kongregation von Kloster Savigny, mit der dieses sich im Jahr 1147 dem Zisterzienserorden in der Filiation der Primarabtei Kloster Clairvaux angeschlossen hatte. Wegen der Überflutungsgefahr in dem nahe an der Küste gelegenen Stanlow wurde das Kloster 1296 nach Whalley verlegt, wo Kloster Stanlow begütert war. In Stanlow haben sich noch geringe Reste zwischen dem Manchester Ship Canal und dem Ästuar des River Mersey erhalten. In Whalley bezogen die Mönche zunächst das alte Rektoratsgebäude. Mit Sawley Abbey kam es zu Konflikten, die sich aus der Nähe der beiden Anlagen ergaben. 1535 wurde das Jahreseinkommen der Abtei auf 321 Pfund geschätzt. Der letzte Abt, John Paslew, engagierte sich in der Pilgrimage of Grace gegen die Kirchenpolitik des Königs Heinrich VIII. und wurde daraufhin mit zwei Mönchen hingerichtet. Nach der Sequestrierung des Klosters durch die Krone im Jahr 1537 wurde es 1545 an Richard Assheton und John Braddyll verkauft und das Abtshaus wurde in ein elisabethanisches Herrenhaus umgebaut. Gegen Ende des 17. Jahrhunderts verfiel die Anlage. 1836 wurde sie verkauft und anschließend im neugotischen Stil restauriert. Seit 1923 ist die Diözese Bradford der Church of England Eigentümerin des größten Teils der Anlage, die es als „Retreat and Conference House“ nutzt, während ein anderer Teil im Eigentum der katholischen Diözese Liverpool steht.

## Anlage und Bauten

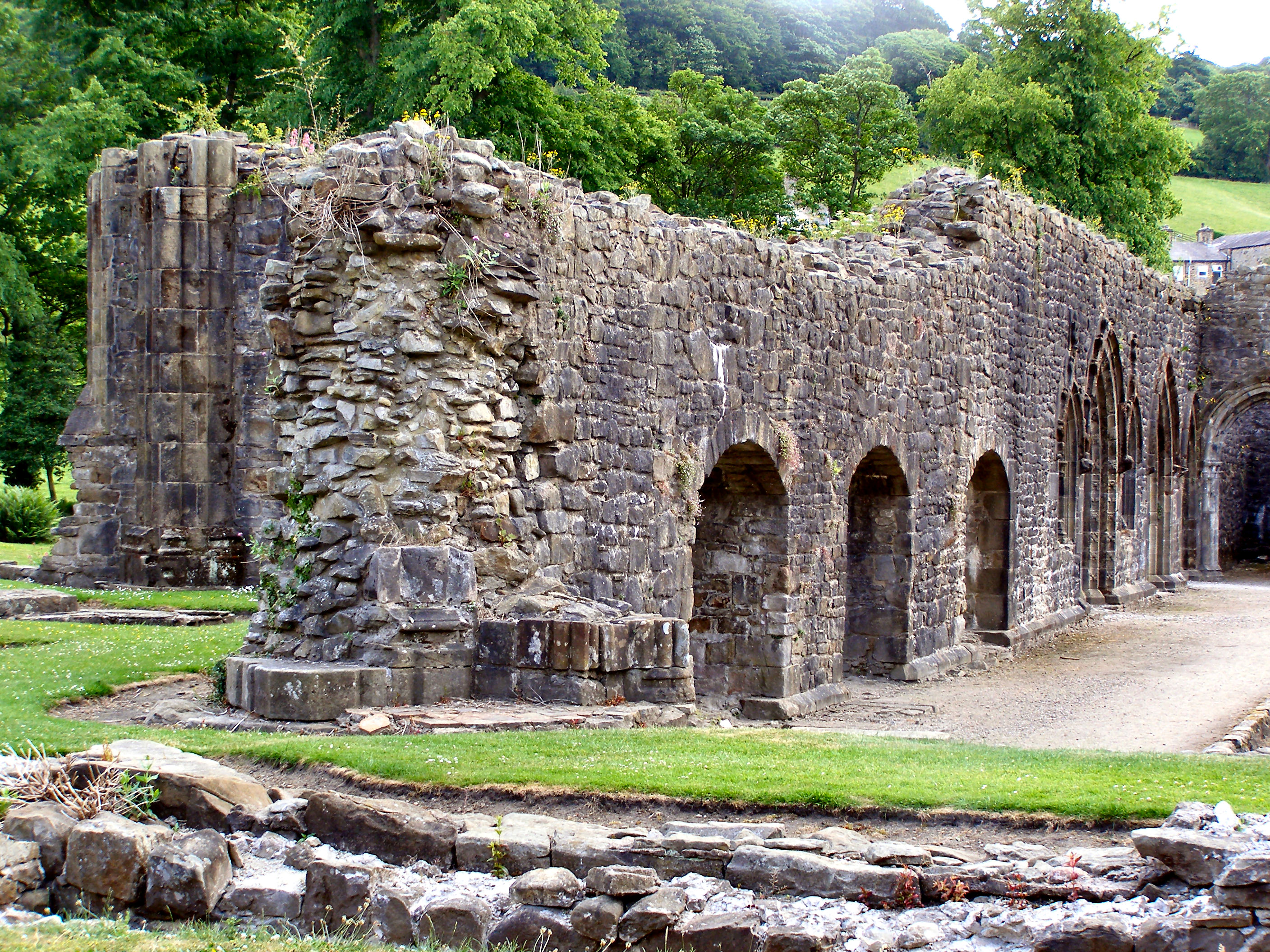
Ruinen der Konventsgebäude (Foto David Dixon)

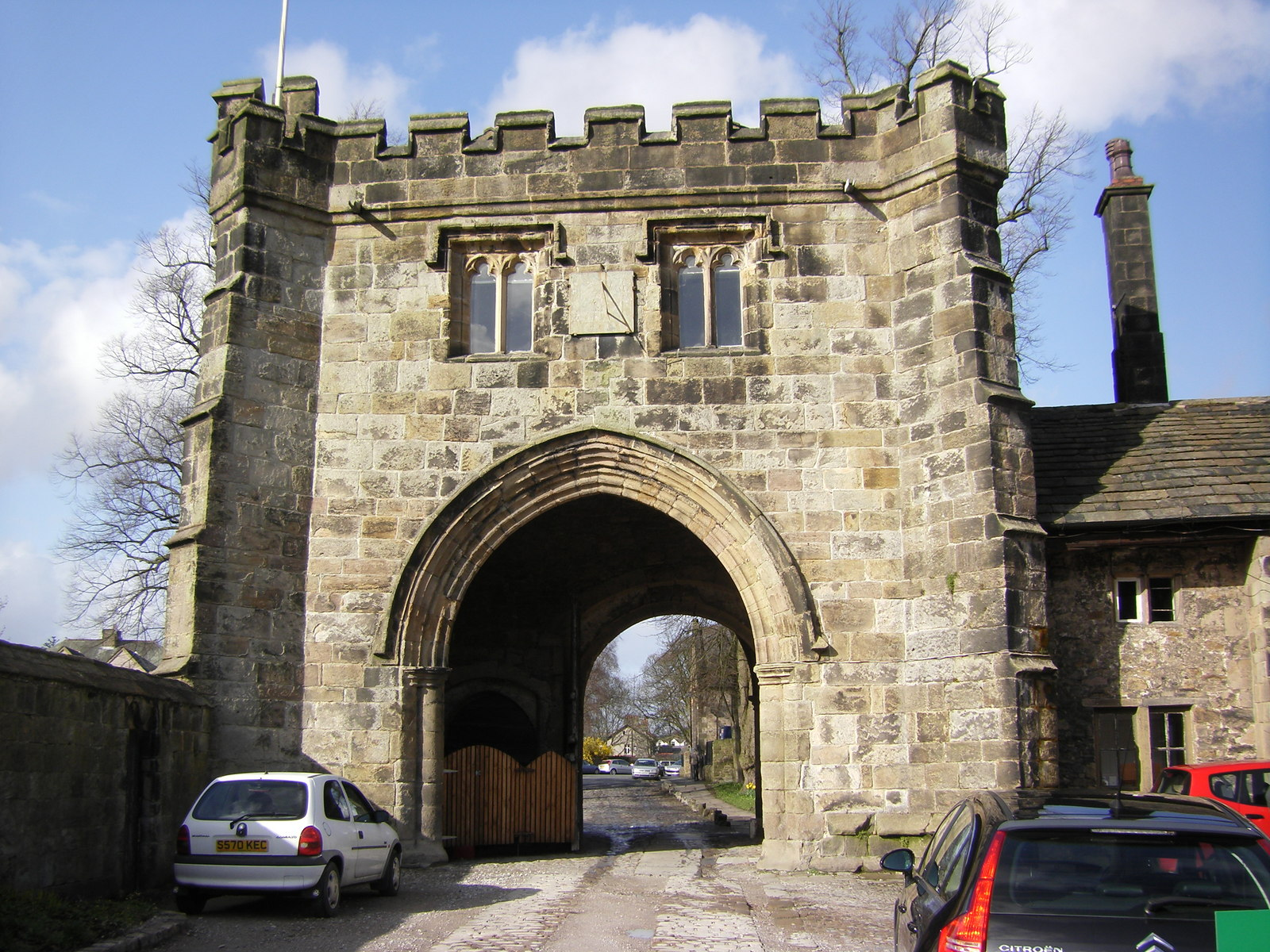
Das Torhaus (Foto Peter Bond)

Die Klosterkirche in Whalley wurde von 1330 bis 1388 errichtet. Sie war eine Anlage in Form eines lateinischen Kreuzes mit ursprünglich wohl acht Langhausjochen, dreischiffigem Nord- und zweischiffigem Südquerhaus und Rechteckchor, wohl mit Umgang. Die Mauern der Kirche sind im Grund markiert. Die Klausur lag südlich (rechts) von der Kirche, der Kapitelsaal, von dem nur die Grundmauern erhalten sind, war achteckig wie z. B. in York Minster oder in Dore Abbey und durch einen Vorraum von der Klausur getrennt. Der Konversentrakt ist heute ein katholisches Pfarrzentrum. Das Konferenzzentrum nimmt den Raum östlich des ehemaligen Abtshauses ein. Nördlich davon steht das innere Torhaus aus der Zeit um 1480. Auch das äußere Torhaus aus dem 14. Jahrhundert ist erhalten.